# Codolar

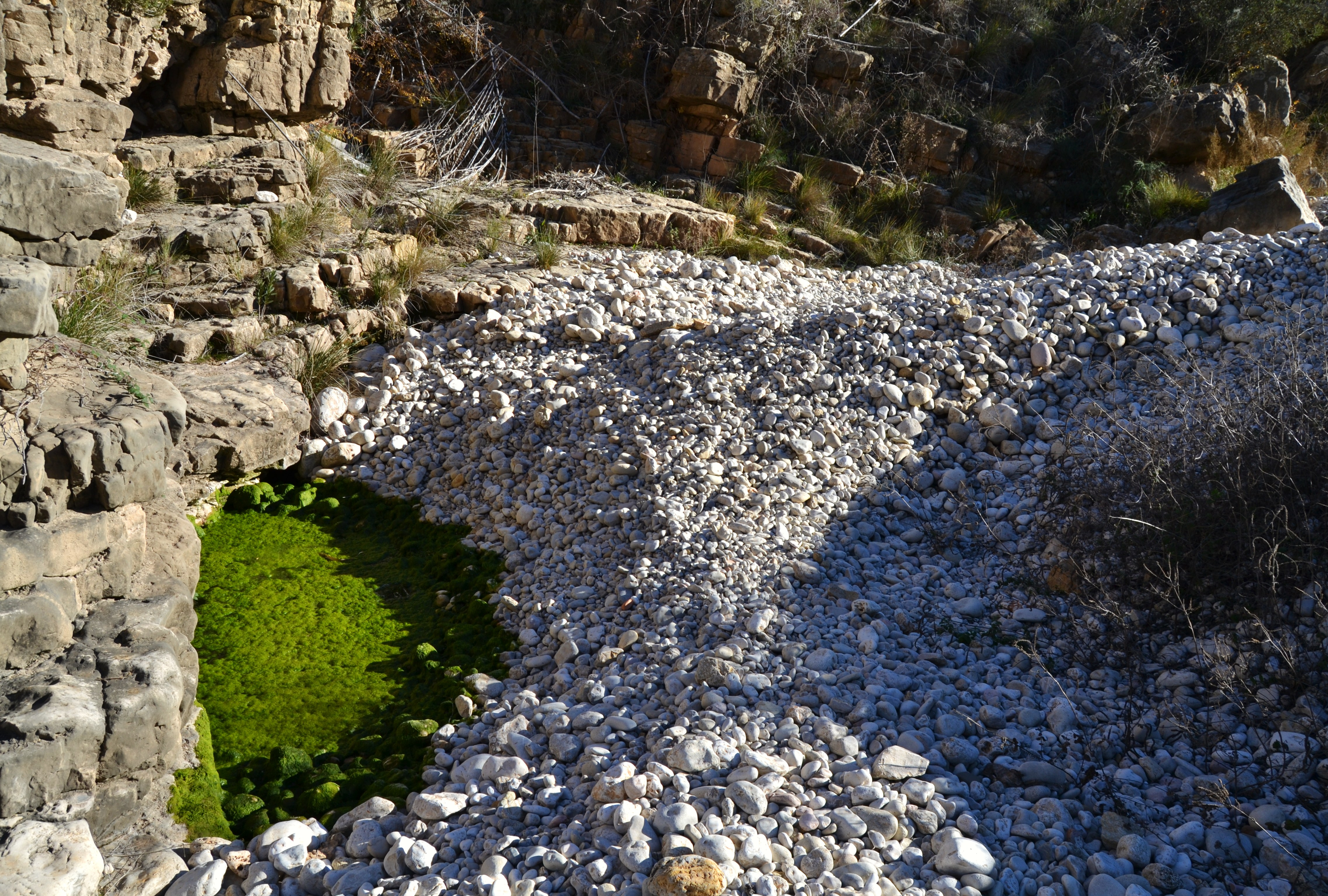
Codolar. Acumulació de còdols al llit del riu de Gorgos, Marina Alta

Un codolar és una àrea del terreny on s'hi acumulen els còdols. Els codolars ocupen, generalment, les zones supralitorals de les ribes de llacs i oceans, els llits dels rius i els vessants i barrancs muntanyencs, sota els cingles de conglomerat, on es produeix la ruptura del pendent.

Codolar, col·lectiu de còdol i macar, col·lectiu de còdol, noms comuns, s'usen al Principat i a les Illes en les variants dialectals de la llengua catalana per a anomenar un lloc on hi abunden i s'acumulen els còdols. Al País Valencià s'usa també el mot cudolar o cudolà, col·lectiu de cudol.

## Tipus de codolars

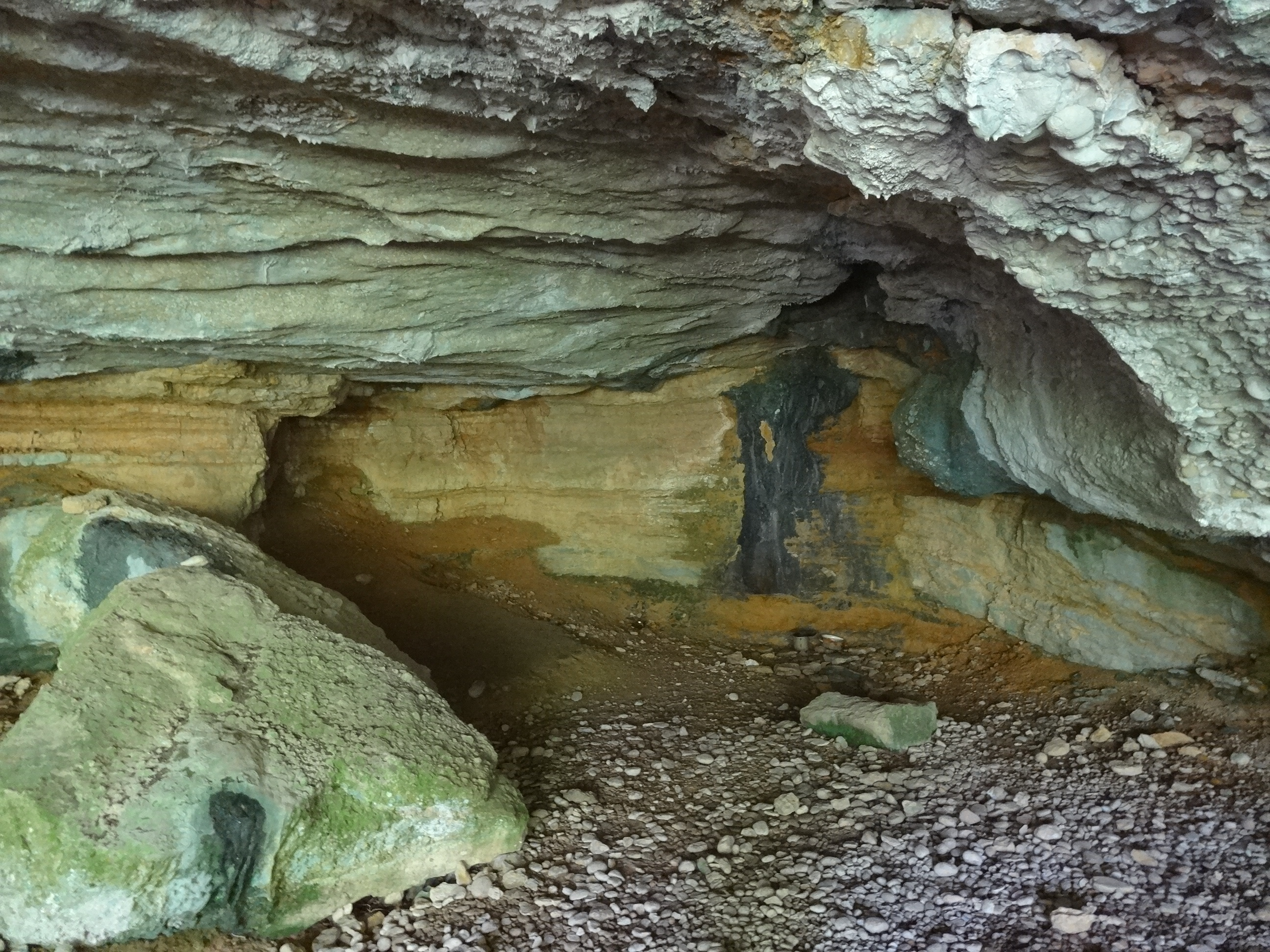
Despreniment dels còdols i acumulació a la base d'un cingle de conglomerat a la Morera de Montsant, Priorat, Tarragona

### Codolars de vessant (tarteres i camps de còdols)
Resulten de la disgregació dels conglomerats dels cingles o el rocam de la part més alta. Els còdols es desprenen degut a la dissolució i disgregació dels ciments que fa que els còdols es desplomin i rodolin fàcilment pel vessant fins a trobar una zona de repòs on s'acumulen (peu de vessant). A Catalunya, aquests tipus de codolars són freqüents en les serres prelitorals com Montserrat, Sant Llorenç del Munt i l'Obac, els Ports i el Montsant on hi dominen el conglomerats (roca sedimentària) i en altres indrets i serralades arreu de la Terra allà on existeix el mateix tipus de roques.
Els fons de les parts més altes dels barrancs s'omplen de còdols que es desprenen de les cingleres de conglomerat. Aquest espai de vessant pateix canvis freqüents originats per l'escolament torrencial de l'aigua, el desplom de blocs o grans roques i les allaus de terres i graves. No obstant, a les vores i a les zones menys exposades hi pot arrelar, en clapes o tofes, la vegetació rupícola.

### Codolars fluvials (lleres o llits de còdols)

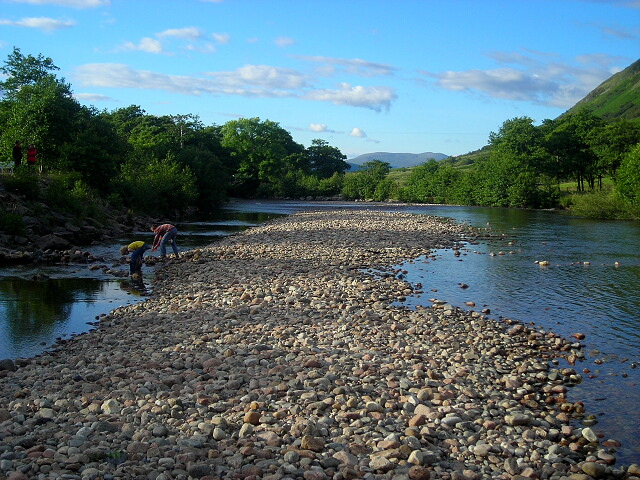
Codolar (banc de còdols) al riu Nevis, Achintee, Escòcia, 2007

Els codolars dels rius o les platges fluvials apareixen per l'abandonament de la càrrega fluvial sòlida. Sovint les riuades o increments estacionals o periòdics del cabal del riu o torrent, dipositen materials (al·luvió) de diferent grandària i forma, des dels llims, les argiles i les sorres (de menor diàmetre), fins als còdols i els blocs (els de major diàmetre i volum).
En aquests codolars formats per còdols de diversa mida, hi arrelen espècies de plantes pioneres, tant arvenses com ruderals i altres plantes que s'estenen ràpidament mentre el cabal i el corrent del riu ho permeten. Algunes s'escampen riu avall endutes pel corrent. En els codolars fluvials les poblacions d'espècies vegetals canvien constantment.

### Codolars litorals (platges de còdols)

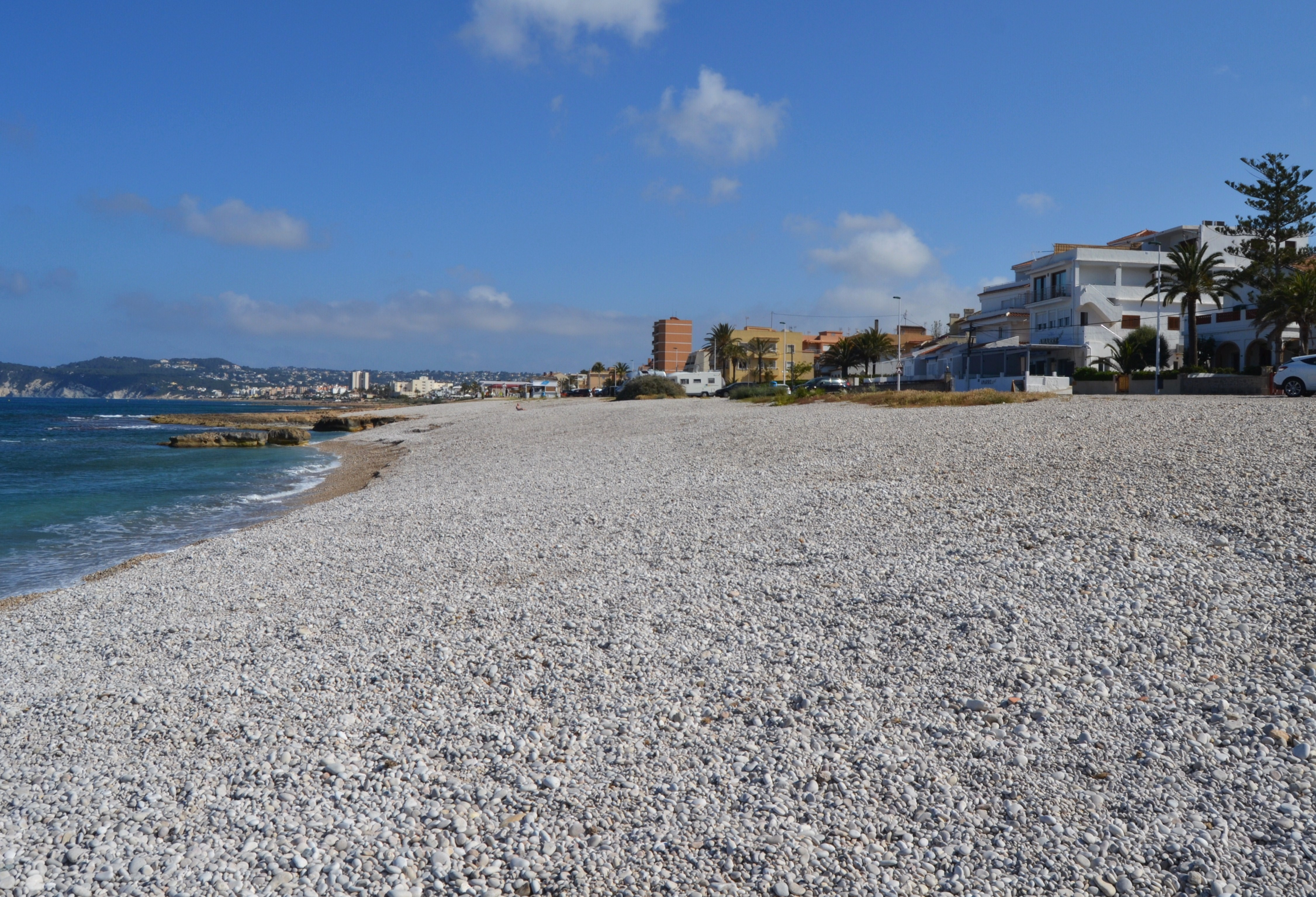
Platja de còdols, primer Muntanyar de Xàbia.

Aquests tipus de codolars, freqüents en moltes platges de les ribes oceàniques i lacustres d'arreu del món, són producte de l'onatge i les aportacions detrítiques (roques detrítiques) dels rius i dels talussos i penya-segats costaners, l'abrasió i l'ablació dels relleus de les ribes i la meteorització produïda als ambients costaners (humitat, temperatura, salinitat). Els codolars de les platges, es mantenen amb major estabilitat i permanència que els arenals o platges sorrenques (sistema platja-duna) que pateixen processos ben diferents.
Les platges de còdols, on també s'hi acumulen graves gruixudes, són zones envaïdes per l'onatge i no hi ha plantes vasculars tot i que, esporàdicament però no permanentment, hi poden arrelar espècies anuals. Sovint s'hi acumulen restes de fulles mortes de Posidonia oceanica expulsades a la platja pels temporals. Se situen en l'estatge supralitoral d'una variabilitat molt gran i condicions adverses per a l'arrelament.

## Alguns topònims als Països Catalans
- Es Codolar, platja, i la Torre del Codolar a Tossa de Mar (Selva)
- Lo Codolar (indret), font del Codolar i Sant Joan del Codolar a Cornudella de Montsant (Priorat)
- Los Codolars, indret a les Borges del Camp (Baix Camp)
- Lo Codolar de l'Almadrava, platja a l'Ametlla de Mar (Baix Ebre)
- El Codolar, platja a Salou (Tarragonès)
- El Codolar, platja a Torredembarra (Tarragonès)
- El Codolar, (cala del Contraban) cala a l'Escala (Alt Empordà)
- Serrat de Codolars a Sant Aniol de Finestres (Garrotxa)
- Font del Codolar a Santa Cristina d'Aro (Baix Empordà)[12]
- Es Codolar, cala a Escorca a Mallorca[13]
- Es Macar de sa Llosa, es Macar Gran, Codolar de Biniatram, Codolar de sa Torre Nova, Codolar d'en Bou i es Macar d'En Tosqueta a Menorca[14][15][16]
- Cala Codolar i platja d'es Codolar a Sant Josep de sa Talaia a Eivissa[17]
- Platja del Cudolar (també escrit Cudolà) i platja de la Cudolada a Cabanes (Plana Alta)[18]

## Utilitat
Còdols i graves, han estat extrets i comercialitzats com a materials per a la construcció.